# A4 (autópálya, Portugália)
Az A4-es vagy Transmontana autópálya egy portugál autópálya, amely összeköti Matosinhost Quintanilhával, folytatva a spanyol határig, összekötve az északi régióhoz tartozó Área Metropolitana do Porto, Tâmega e Sousa, Douro és Terras de Trás-os-Montes alrégiókat, teljes hossza 222,8 km. 
Matosinhosban az autópálya a város keleti részén kezdődik, keresztezve az A28-as autópályával, amely dél felé Portóba, északra pedig Viana do Castelóba vezet. Custóiasban az autópálya csatlakozik a VRI-hez, amely észak felé halad, a Francisco Sá Carneiro repülőtérhez. Águas Santasban az autópályának van egy kereszteződése az A3-as autópályával, amely dél felé Portóba, északra pedig Braga és Valença felé halad. Valongo felé haladva az autópálya keresztezi az A41-es autópályát, amely észak felé, Maia felé, dél felé pedig Espinho felé tart. Penafielen áthaladva az autópályának kereszteződése van az A11-es autópályával, amely észak felé halad, Guimarães és Esposende felé. Miután áthaladt a Marão-alagúton, az Ibériai-félsziget legnagyobb alagútján és a Corgo-viadukton, Európa egyik legnagyobb viaduktján, az autópálya eléri Vila Realt, ahol keresztezi az A24-es autópályát, amely dél felé, Viseu felé, észak felé pedig Chaves felé tart.
Az autópálya megfelel a régi IP4-nek, és az első, autópályaként átadott szakasz 1990-ben volt, Águas Santas és Valongo között, 10 km hosszúsággal. A Penafielig tartó szakaszokat 1991-ben adták át autópályának, további 17 km-rel, és Amarante-ig 1995-ben további 22 km hosszúsággal. Az Águas Santas és Matosinhos közötti szakaszt 2006-ban adták át, hossza 8 km. A Vila Realba vezető szakaszokat 2010 és 2016 között adták át, több mint 30 km hosszúak. A Bragançáig tartó szakaszt 2011 és 2013 között adták át, további 133 km-rel. A Spanyolországgal való összeköttetést 2009-ben nyitották meg, további 2 km hosszúsággal.
Az Ascendi és Brisa az autópálya koncessziós jogosultjai, Porto, Vila Real és Bragança városokban elektronikus útdíjrendszerrel, Porto és Amarante között hagyományos útdíjakkal. Aztán Bragançába van néhány szabad szakasz. A jelenlegi autópályadíj a teljes autópálya-útvonalra 8,15 euró a C1 osztályra, 14,15 euró a C2 osztályra
Az autópálya a 82-es európai út része.